# Augusto Pinto Duarte Maia
Augusto Pinto Duarte Maia, meglio noto come Leão (Porto, 22 aprile 1971), è un allenatore di calcio ed ex calciatore portoghese, di ruolo centrocampista.